# Кобылинский стан (Рязанский уезд)
Кобылинский стан — административно-территориальное образование в составе Рязанского уезда в XVI—XVIII вв. Располагался в верховьях р. Вожи и её притоков.

## Населённые пункты
На территории стана существовали следующие населённые пункты:
- с. Авдеево
- с. Глебово-Городище
- с. Железница
- с. Куково
- с. Куркино (Курмакино)
- с. Сапково
- с. Зимино
- с. Железниково
- с. Кобылье
- с. Мотовилово
- д. Александрова Дубрава
- д. Вязовка (Жилинское)
- д. Киселево